# Designated Survivor (Fernsehserie)
Designated Survivor (deutsch (vor)bestimmter Überlebender) ist eine US-amerikanische Fernsehserie von David Guggenheim mit Kiefer Sutherland in der Hauptrolle. Die Serie wurde vom Sender ABC am 14. Dezember 2015 mit einer Direktbestellung versehen. Die Erstausstrahlung fand am 21. September 2016 bei ABC statt.
Ende September 2016 wurde bekannt, dass ABC eine volle erste Staffel der Serie bestellt hatte. Statt der geplanten 13 Episoden sollte sie damit auf 22 Episoden kommen (Back nine order). Letztlich umfasste die erste Staffel, die am 17. Mai 2017 abgeschlossen wurde, nur 21 Episoden.
Im deutschsprachigen Raum ist die Serie bei Netflix abrufbar. Anders als bei den meisten anderen lizenzierten Serien des Anbieters wartete Netflix vor der Ausstrahlung nicht ab, bis alle Folgen produziert und synchronisiert waren; stattdessen wurde die Pilotfolge am 6. November 2016 online gestellt, weitere Folgen wurden meist im wöchentlichen Rhythmus veröffentlicht.
Am 11. Mai 2017 bestellte der ausstrahlende Sender ABC eine zweite Staffel der Serie und strahlte diese ab dem 27. September 2017 aus. Im deutschsprachigen Raum übernahm Netflix erneut via Streaming die Erstausstrahlung und startete diese am 6. Oktober 2017.
Die Serie wurde im Mai 2018 nach zwei Staffeln von ABC eingestellt. Im September 2018 gab Netflix die Produktion einer zehnteiligen dritten Staffel bekannt. Die Staffel wurde am 7. Juni 2019 veröffentlicht. Am 24. Juli 2019 gab Netflix die Absetzung der Serie bekannt.

## Handlung
Am Abend der jährlichen Rede zur Lage der Nation (State of the Union Address) vor dem Kongress im Kapitol kommen anscheinend alle anwesenden Mitglieder, die Mitglieder des Obersten Gerichtshofes sowie der Präsident und seine Kabinettsmitglieder mit Ausnahme des Wohnungsbauministers, des parteilosen Architekturdozenten Thomas Kirkman, durch eine Explosion ums Leben. Kirkman befindet sich als Designated survivor (Notfallüberlebender) an einem sicheren Ort in Blickweite zum Kapitol. Da durch die Explosion ebenso der Sprecher des Repräsentantenhauses sowie der Senatspräsident pro tempore unter die Opfer fallen, wird Kirkman als letztes noch lebendes Kabinettsmitglied sofort unter den Schutz des Secret Service gestellt, ins Weiße Haus gefahren und dort als neuer Präsident der Vereinigten Staaten vereidigt. Kirkman muss sich fortan mit der Instandsetzung des politischen Systems in den Vereinigten Staaten auseinandersetzen sowie gegen in- und externe Putschversuche ankämpfen. Außerdem wird versucht, wegen der Umstände seiner Amtsübernahme seine Legitimation zu untergraben.

## Besetzung und Synchronisation
Die deutsche Synchronisation für Staffel 1 und 2 entstand nach Dialogbüchern von Claudia Heuer und Ariane Huth unter der Dialogregie von Charles Rettinghaus durch die Synchronfirma Studio Hamburg Synchron in Hamburg. Ab der dritten Staffel führt Celine Fontanges Dialogregie.

### Hauptbesetzung
| Rollenname                  | Schauspieler      | Folgen (Hauptrolle) | Folgen (Nebenrolle) | Synchronsprecher      | Rollenbeschreibung |
| --------------------------- | ----------------- | ------------------- | ------------------- | --------------------- | --- |
| Thomas Adam „Tom“ Kirkman   | Kiefer Sutherland | 1.01–3.10           |                     | Tobias Meister        | Designated Survivor, später Präsident der Vereinigten Staaten                                                             |
| Alexandra C. „Alex“ Kirkman | Natascha McElhone | 1.01–2.10           | 2.11, 3.05          | Marion von Stengel    | EEOC-Anwältin und Toms Frau, später First Lady                                                                            |
| Aaron Shore                 | Adan Canto        | 1.01–3.10           |                     | Martin Lohmann        | Stabschef des Weißen Hauses, später Nationaler Sicherheitsberater und zugleich stellvertretender Stabschef                |
| Emily Rhodes                | Italia Ricci      | 1.01–3.10           |                     | Kristina von Weltzien | Sonderberaterin des Präsidenten, Stabschefin des Weißen Hauses, später Assistentin der Wahlkampfmanagerin von Tom Kirkman |
| Mike Ritter                 | LaMonica Garrett  | 1.01–2.22           |                     | Charles Rettinghaus   | Direktor des Secret-Service                                                                                               |
| Leo Kirkman                 | Tanner Buchanan   | 1.01–1.13           | 1.14–2.22           | Flemming Stein        | Toms und Alex’ Sohn |
| Seth Wright                 | Kal Penn          | 1.01–3.10           |                     | Jens Wendland         | Redenschreiber des Präsidenten, später Chef-Pressesprecher des Weißen Hauses und Kommunikationsdirektor des Weißen Hauses |
| Hannah Wells                | Maggie Q          | 1.01–3.07           |                     | Celine Fontanges      | zuständige FBI-Agentin des Weißen Hauses; später Analystin bei der CIA                                                    |
| Lyor Boone                  | Paulo Costanzo    | 2.01–2.22           |                     | Asad Schwarz          | Politischer Direktor des Weißen Hauses                                                                                    |
| Kendra Danes                | Zoe McLellan      | 2.01–2.22           |                     | Ulrike Stürzbecher    | Rechtsberaterin des Weißen Hauses                                                                                         |
| Damian Rennett              | Ben Lawson        | 2.01–2.19           |                     | Jacob Weigert         | MI6-Agent |
| Mars Harper                 | Anthony Edwards   | 3.01–3.10           |                     | Volker Hanisch        | Stabschef des Weißen Hauses                                                                                               |
| Lorraine Zimmer             | Julie White       | 3.01–3.10           |                     | Katharina Koschny     | Wahlkampfmanagerin von Tom Kirkman                                                                                        |

### Nebenbesetzung
| Rollenname               | Schauspieler    | Folgen                                                                               | Synchronsprecher      | Rollenbeschreibung                                                                                               |
| ------------------------ | --------------- | ------------------------------------------------------------------------------------ | --------------------- | --- |
| Penelope „Penny“ Kirkman | Mckenna Grace   | 1.01–1.03, 1.07, 1.12–1.13, 1.15, 1.18, 1.21, 2.02, 2.04, 2.11–2.12, 2.18, 3.01–3.10 | Carlotta Pahl         | Toms und Alex’ Tochter                                                                                           |
| Jason Atwood             | Malik Yoba      | 1.02–1.19                                                                            | Jürgen Holdorf        | Stellvertretender FBI-Direktor                                                                                   |
| Kimble Hookstraten       | Virginia Madsen | 1.02–1.21                                                                            | Ela Nitzsche          | Kongressabgeordnete, später Sprecherin des Repräsentantenhauses, dann Bildungsministerin der Vereinigten Staaten |
| Peter Louis MacLeish     | Ashley Zukerman | 1.03–1.12                                                                            | David Berton          | Überlebender Kongressabgeordneter, Vizepräsident der Vereinigten Staaten                                         |
| Chuck Russink            | Jake Epstein    | 1.03–2.22                                                                            | Robert Kotulla        | Hacker beim FBI                                                                                                  |
| Cornelius Moss           | Geoff Pierson   | 1.14, 1.16, 1.19–1.21, 2.06–2.07, 2.12, 2.15, 2.19, 2.21–3.01, 3.05, 3.09–3.10       | Eckart Dux            | Altpräsident, später US-Außenminister und Rivale von Präsident Tom Kirkman                                       |
| Patrick Lloyd            | Terry Serpico   | 1.18–2.02                                                                            | Erik Schäffler        | Drahtzieher des Terroranschlags                                                                                  |
| John Foerstel            | Reed Diamond    | 1.09–2.16                                                                            | Robert Missler        | Attorney, später Direktor des FBI                                                                                |
| Andrea Frost             | Kim Raver       | 2.12, 2.15–2.16, 2.18–2.20                                                           | Tina Eschmann         | Ingenieurin und Unternehmerin, Eigentümerin von Apache Aerospace                                                 |
| Trey Kirkman             | Breckin Meyer   | 2.13–2.14, 2.17–2.19, 2.21                                                           |                       | Bruder von Präsident Tom Kirkman                                                                                 |
| Ethan West               | Michael J. Fox  | 2.18–2.22                                                                            | Sven Hasper           | Rechtsanwalt, Sonderermittler                                                                                    |
| Lev Shevchenko           | Costin Manu     | 2.1                                                                                  | Waléra Kanischtscheff | Lev Shevchenko                                                                                                   |
| Lynn Harper              | Lauren Holly    | 3.01–3.06, 3.08–3.10                                                                 | Traudel Sperber       | Ehefrau von Mars Harper                                                                                          |
| Sasha Booker             | Jamie Clayton   | 3.03–3.10                                                                            |                       | Transgender-Schwägerin von Präsident Tom Kirkman                                                                 |

## Rezeption

### Kritik
- Benedikt Frank von der Süddeutschen Zeitung meint, in Designated Survivor halle „das verlorene Vertrauen in die politischen Eliten“ wider. Weiter schreibt er, die Serie spitze „die Feindschaft der politischen Lager bis zum Äußersten zu“ und lasse „wahr werden, was bisher nur hysterische Wahlkampfrhetorik“ gewesen sei; nämlich dass „Amerika gegen sich selbst“ putsche.[10]

- Hannes Stein von der Welt sieht in dem dargestellten Thomas Kirkman „die ideale Identifikationsfigur für jeden Amerikaner mittleren Alters“, der sich nach der Arbeit vor den Fernseher setze. Trotz inhaltlicher Parallelen zu den Terroranschlägen am 11. September 2001 wirke „Designated Survivor auf eine seltsame Art tröstlich“. Im Hinblick auf eine – damals noch nicht feststehende – Präsidentschaft von Donald Trump vermutet Stein, dass die Serie den Zuschauern „dann wie eine Flaschenpost aus einer besseren Welt vorkommen“ könne.[11]

- Matthias Sauermann von der Tiroler Tageszeitung kritisiert insbesondere eine von den Machern der Serie erwirkte überspitzte Darstellung der scheinbaren Unerfahrenheit Kirkmans. So werde außer Acht gelassen, dass Kirkman „zuvor bereits Minister in der Regierung“ gewesen sei und „damit sowohl das Oval Office als auch den Politikbetrieb nicht nur vom Hörensagen“ kenne. Sauermann vermutet, dass durch diesen Umstand die Spannung zusätzlich erhöht werden solle.[12]

- Tobias Jochheim von der Rheinischen Post lastet der Serie „viele hölzern gezeichnete Charaktere“ sowie „oft arg konstruiert[e] paukenschlag-artig[e] Cliffhanger“ auch mitten in den jeweiligen Episoden an. Designated Survivor sei zwar „nicht besonders tiefsinnig oder gar subtil, aber hochspannend“.[13]

- Clemens Schömann-Fink vom Focus erkennt „eine gewisse Ironie, dass Kiefer Sutherland die Rolle von Thomas Kirkman“ spiele, auch weil er als Jack Bauer in 24 ähnliche Anschläge habe verhindern müssen. Der Serie attestiert Schömann-Fink insbesondere zu Beginn der ersten Staffel „ihr[e] besten Moment[e]“, mit der Zeit werde „die Serie aber weniger fesselnd“. Dies lastet er unter anderem dem gezeigten Thomas Kirkman an, dessen „Makellosigkeit im weiteren Verlauf der Serie zunehmend ermüdend“ sei. Zudem werde das Ausmaß der Verschwörung, die nach und nach aufgeklärt werde, „in ihrer Dimension immer unglaubwürdiger“. Auch Schömann-Fink empfindet die „paukenschlag-artigen Cliffhanger mehrmals pro Folge“ als störend. Insgesamt sei „Designated Survivor trotz einiger Schwächen eine spannende Serie mit vielen überraschenden Wendungen“, bei der es sich lohne, sie anzuschauen.[14]

### Auszeichnungen und Nominierungen (Auswahl)
Critics’ Choice Television Award
- Jan. 2016: Auszeichnung als vielversprechendste neue Serie

People’s Choice Award
- 2017: Nominierung in der Kategorie Favorite New TV Drama
- 2017: Nominierung in der Kategorie Favorite Actor In A New TV Series für Kiefer Sutherland

Saturn Award
- 2017: Nominierung als beste Action-/Thrillerserie